# شهرستان یه
شهرستان یه (به لاتین: Ye County) یک شهرستان‌های جمهوری خلق چین در چین است که در پینگدینگشان واقع شده‌است.